# KZ (イヤホン)
KZ (Knowledge Zenith）は、中華人民共和国の音響機器ブランド。主にイヤホンやそれに関連する機器に用いられている。ブランドは深圳市原泽电子有限公司が保有し、东莞市原泽声学技术有限公司が製品を生産、ブランドを使用している。
2010年に深圳市原泽电子有限公司、2012年に东莞市原泽声学技术有限公司が設立された。ブランドとしては、2013年より展開を開始した。今現在では、100万人の登録資本金、30人の従業員が所属しており、イヤホンの開発や、製造業者の取引を主に行なっている。中国市場のみならず、AliExpressやAmazonなど、ネットショッピングサイトを通して世界中に商品を展開している。

## 製品
複数のブランドで商品を展開している。多くの商品では、ケーブルを交換ができる(2pinリケーブル)仕様となっている。ダイナミック型ドライバー、バランスド・アーマチュア型ドライバーを採用したイヤホンも有る他、その両方を採用したハイブリッド型イヤホンも存在している。また、ブルートゥースイヤホンの商品も展開し、こちらにもハイブリッド型を採用したモデルが存在する。

### イヤホン
| - AS06 - AS10 - AS12 - AS16 - ASF - ASX - AST - AS16 Pro - AS24 Standard Version - AS24 Tunable Version - ATE - ATE-S - ATR - BA10 - DQ6 - KZ x HBB DQ6S - DQS | - ED1 - ED2 - ED3 - ED4 - ED5 - ED6 - ED7 - ED7mini - ED8 - ED9 - ED10 - ED11 - ED12 - ED15 - ED16 - EDR1 - EDR2 - EDX - EDX Pro - EDC - EDS - EDA - EDX Ultra - EDCX - EDX Lite | - ES2 - ES3 - ES4 - ESX - HD9 - PR1 Balanced Edition - PR1 HiFi Edition - PR1 Pro - PR2 - PR3 - ZAX - ZAS - ZAR - ZEX - ZEX Pro - KZ x Crinacle CRN（ZEX Pro） - ZES | - ZNA - ZS1 - ZS2 - ZS3 - ZS3E - ZS4 - ZS5 - ZS6 - ZS7 - ZS10 - ZS10 Pro - ZSA - ZSE - ZST - ZST Pro - ZSR - ZSN - ZSN Pro - ZSX - ZST X - ZSN Pro X - ZS10 Pro X - ZSN Pro 2 |

| ブルートゥース イヤホン・ヘッドホン BTEシリーズ BTE Eシリーズ E10 GPシリーズ GP20 Tシリーズ T1 T10 Sシリーズ S1 S1D S2 | - SA08 - SA08 Pro - SKS - SK10 - SK10 Pro - VX10 - VXS - Z1 - Z1 Pro - Z3 |

### ブルートゥース モジュール

#### ケーブル
- Bluetooth 4.2 ケーブル
- Bluetooth 5.0 ケーブル

#### イヤーフック
- AZ09 イヤーフック
- AZ09 Pro イヤーフック
- AZ10 イヤーフック
- AZ15 イヤーフック

## 関連ブランド・資本提携
KZブランドの製品を製造している东莞市原泽声学技术有限公司は、CCAブランドの製品も製造している。なおCCAは、东莞市声域声学技术有限公司（Dongguan shengyu Acoustics Technology Co., Ltd.）が保有するブランドである。
この他に、TRNといった中国資本の企業と資本連携をとっている。

## 歴史
出典: 
- 2010年:淘宝網にて自社製品を初めて販売。
- 2013年:ブランド名「KZ」として売り出す。
- 2015年:Amazon・TAOBAOなどに商品を国際的に展開する。
- 2016年:自社製 バランスド・アーマチュア型ドライバーを利用したハイブリッドイヤホン「ZST」を発売し、15日で1万本が売れる。
- 2017年:「ZS5・ZS6」を発売。
- 2018年3月27日:「ZS10」発売
- 2018年4月未明:「ED15」発売
- 2018年5月7日:「ES4」発売
- 2018年5月22日:「ED16」発売
- 2018年5月25日:「ZSA」発売
- 2018年7月13日:「BA10・AS10」発表
- 2018年7月27日:「AS10」発売
- 2018年9月20日:「BA10」発売・「ZS7」発表
- 2018年10月24日:「ZSN」発売
- 2018年12月10日:「AS06」発売
- 2018年12月22日:「ZS7」発売
- 2019年4月11日:「ZS10 Pro」発売
- 2019年4月29日:「AS16」発売
- 2019年6月27日:「AS12」発売
- 2020年6月24日：「ZST X」発売
- 2020年7月22日：「ZSN Pro X」発売
- 2020年8月28日：「ZAX」発売